# II liga polska w piłce siatkowej mężczyzn (2011/2012)
II liga polska w piłce siatkowej mężczyzn 2011/2012 – 22. edycja ligowych rozgrywek siatkarskich trzeciego szczebla, organizowanych przez Polski Związek Piłki Siatkowej pod nazwą II liga.
Zmagania toczą się potrójnie:
1. Etap I (dwurundowa faza zasadnicza) – przeprowadzona w formule ligowej, systemem kołowym (tj. "każdy z każdym - mecz i rewanż"), rozpoczęta jesienią 2011 roku meczami 1 kolejki, a zakończona w marcu. Miała na celu wyłonienie dwóch grup: walczącej o awans do I ligi i walczącej o utrzymanie się w II lidze polskiej.
2. Etap II (dwurundowa faza play-off) – przeprowadzona w systemem pucharowym, rozpoczęta w marcu 2010 pierwszymi meczami I rundy, a zakończona w maju 2011 ostatnimi spotkaniami finałowym. Rywalizacja toczyła się o miejsca 1-4 oraz o utrzymanie. Przystąpiło do niej 8 drużyn.
3. Etap III (Turniej Mistrzów Grup - finałowy) - turniej rozgrywany systemem kołowym, udział biorą w nim zwycięzcy poszczególnych grup II ligi. Ma za zadanie wyłonić 2 zespoły, które awansują bezpośrednio do I ligi.

## Drużyny uczestniczące

### Grupa 1
Grupę 1 tworzy 10 klubów siatkarskich z województw: dolnośląskiego (część), lubuskiego, wielkopolskiego, zachodniopomorskiego.
| | Uczestnicy poprzedniej edycji |    |
| --- | ----------------------------- | -- |
| WRZ | Krispol Września              | 1  |
| POZ | AZS UAM Poznań                | 2  |
| KAL | MKS Kalisz                    | 3  |
| ŻAG | WKS Sobieski ARENA Żagań      | 4  |
| OZO | MKS Bzura Ozorków             | 4  |
| ZG | KU AZS UZ Zielona Góra        | 5  |
| SUL | STS Olimpia Sulęcin           | 6  |
| SZC | Morze Bałtyk Szczecin         | 7  |
| ŚWI | LO MS Świnoujście             | 10 |
| | Awans z III ligi              |    |
| MIĘ | KS Orzeł Międzyrzecz          |    |
| Oznaczenia: - kolumna pierwsza – skróty nazw drużyn wpisane na mapie (jeśli ta została zamieszczona), - kolumna trzecia – miejsce zajęte przez daną drużynę w poprzednim sezonie. |                               |    |

### Grupa 2
Grupę 2 tworzy 12 klubów siatkarskich z województw: łódzkiego, opolskiego, dolnośląskiego (część), śląskiego (część).
| | Uczestnicy poprzedniej edycji                  |    |
| --- | ---------------------------------------------- | -- |
| WRO | Gwardia Wrocław                                | 2  |
| RZĄ | LKS Czarni Wirex Rząśnia                       | 3  |
| KĘT | UMKS Kęczanin Kęty                             | 3  |
| CZE | Delic-Pol Norwid Częstochowa                   | 4  |
| OPO | AZS Politechnika Opolska Cementownia Odra S.A. | 5  |
| WAŁ | TS Victoria PWSZ Wałbrzych                     | 6  |
| RAC | KS AZS Rafako Racibórz                         | 7  |
| RYB | TS Volley Rybnik                               | 8  |
| SPA | SMS PZPS Spała II                              | 10 |
| | Spadek z I ligi                                |    |
| SMS | SMS PZPS Spała                                 | 12 |
| | Awans z III ligi                               |    |
| GŁU | Juvenia Głuchołazy                             |    |
| KAT | KS Spodek Katowice                             |    |
| Oznaczenia: - kolumna pierwsza – skróty nazw drużyn wpisane na mapie (jeśli ta została zamieszczona), - kolumna trzecia – miejsce zajęte przez daną drużynę w poprzednim sezonie. |                                                |    |

### Grupa 3
Grupę 3 tworzy 10 klubów z województw: kujawsko-pomorskiego, mazowieckiego, podlaskiego, pomorskiego i warmińsko-mazurskiego.
| | Uczestnicy poprzedniej edycji |   |
| --- | ----------------------------- | - |
| WYS | KS Camper Wyszków             | 1 |
| WOL | MOS Wola Warszawa             | 3 |
| RAD | RCS Czarni Radom              | 4 |
| WIL | Wilga Garwolin                | 5 |
| HAJ | Pronar Parkiet Hajnówka       | 6 |
| UW | KU AZS Uniwersytet Warszawski | 7 |
| OLS | AZS UWM Olsztyn II            | 8 |
| | Awans z III ligi              |   |
| ŻYR | KS Żyrardowianka Żyrardów     |   |
| AUG | UKS Centrum Augustów          |   |
| MŁA | KS Zawkrze Mława              |   |
| Oznaczenia: - kolumna pierwsza – skróty nazw drużyn wpisane na mapie (jeśli ta została zamieszczona), - kolumna trzecia – miejsce zajęte przez daną drużynę w poprzednim sezonie. |                               |   |

### Grupa 4
Grupę 4 tworzy 10 klubów z województw: lubelskiego, małopolskiego, podkarpackiego, śląskiego (części) i świętokrzyskiego.
| | Uczestnicy poprzedniej edycji                 |    |
| --- | --------------------------------------------- | -- |
| STR | MKS Wisłok Strzyżów                           | 2  |
| KRO | PWSZ Karpaty Krosno                           | 5  |
| SKA | STS Skarżysko-Kamienna                        | 6  |
| ROP | KS Błękitni Ropczyce                          | 8  |
| AGH | AGH Wawel Kraków                              | 9  |
| | Spadek z I ligi                               |    |
| ŚWI | Avia Świdnik                                  | 11 |
| | Awans z III ligi                              |    |
| RZE | AKS Rzeszów                                   |    |
| KIE | AZS Politechnika Świętokrzyska Fart Kielce II |    |
| BOC | Contimax MOSIR Bochnia                        |    |
| AZS | AZS Politechnika Lubelska                     |    |
| Oznaczenia: - kolumna pierwsza – skróty nazw drużyn wpisane na mapie (jeśli ta została zamieszczona), - kolumna trzecia – miejsce zajęte przez daną drużynę w poprzednim sezonie. |                                               |    |

## Grupa 1
| Lp. | Drużyna                  |
| --- | ------------------------ |
| 1   | AZS UAM Poznań           |
| 2   | Krispol Września         |
| 3   | MKS Kalisz               |
| 4   | WKS Sobieski Arena Żagań |
| 5   | Morze Bałtyk Szczecin    |
| 6   | Olimpia Sulęcin          |
| 7   | Bzura Ozorków            |
| 8   | Orzeł Międzyrzecz        |
| 9   | AZS UZ Zielona Góra      |
| 10  | LO MS Świnoujście        |

     awans do Turnieju Mistrzów Grup (finałowego)
     baraż o utrzymanie (z drużyną z III ligi)
     spadek do III ligi

## Grupa 2
| Lp. | Drużyna                                   |
| --- | ----------------------------------------- |
| 1   | Kęczanin Kęty                             |
| 2   | SMS PZPS I Spała                          |
| 3   | Czarni Wirex Rząśnia                      |
| 4   | Gwardia Wrocław                           |
| 5   | Rafako Racibórz                           |
| 6   | Delic-Pol Norwid Częstochowa              |
| 7   | TS Volley Rybnik                          |
| 8   | AZS Politechnika Opolska Cementownia Odra |
| 9   | Juvenia Głuchołazy                        |
| 10  | Spodek Katowice                           |
| 11  | Victoria Wałbrzych                        |
| 12  | SMS PZPS II Spała                         |

     awans do Turnieju Mistrzów Grup (finałowego)
     baraż o utrzymanie (z drużyną z III ligi)
     spadek do III ligi

## Grupa 3
| Lp. | Drużyna                    |
| --- | -------------------------- |
| 1   | Czarni Radom               |
| 2   | Pronar Parkiet Hajnówka    |
| 3   | Camper Wyszków             |
| 4   | KS Żyrardowianka Żyrardów  |
| 5   | MOS Wola Warszawa          |
| 6   | Centrum Augustów           |
| 7   | AZS UWM II Olsztyn         |
| 8   | Wilga Garwolin             |
| 9   | AZS Uniwersytet Warszawski |
| 10  | Zawkrze Mława              |

     awans do Turnieju Mistrzów Grup (finałowego)
     baraż o utrzymanie (z drużyną z III ligi)
     spadek do III ligi

## Grupa 4
| Lp. | Drużyna                                       |
| --- | --------------------------------------------- |
| 1   | AKS Rzeszów                                   |
| 2   | Avia Świdnik                                  |
| 3   | Karpaty Krosno                                |
| 4   | STS Skarżysko-Kamienna                        |
| 5   | MKS Wisłok Strzyżów                           |
| 6   | AGH Wawel Kraków                              |
| 7   | AZS Politechnika Świętokrzyska Fart II Kielce |
| 8   | MOSiR Bochnia                                 |
| 9   | Błękitni Ropczyce                             |
| 10  | AZS Politechnika Lubelska                     |

     awans do Turnieju Mistrzów Grup (finałowego)
     baraż o utrzymanie (z drużyną z III ligi)
     spadek do III ligi

## Turniej Mistrzów Grup (Kęty)

### Wyniki spotkań
| Data       | Gospodarz      | Rezultat                                | Gość           |
| ---------- | -------------- | --------------------------------------- | -------------- |
| 18.05.2012 | AZS UAM Poznań | 2:3 (25:22, 23:25, 19:25, 25:19, 12:15) | AKS Rzeszów    |
| 18.05.2012 | Kęczanin Kęty  | 1:3 (23:25, 27:29, 25:20, 21:25)        | Czarni Radom   |
| 19.05.2012 | AKS Rzeszów    | 2:3 (25:23, 25:17, 20:25, 21:25, 13:15) | Czarni Radom   |
| 19.05.2012 | AZS UAM Poznań | 2:3 (15:25, 25:22, 27:25, 22:25, 11:15) | Kęczanin Kęty  |
| 20.05.2012 | Kęczanin Kęty  | 3:2 (18:25, 22:25, 25:22, 30:28, 15:13) | AKS Rzeszów    |
| 20.05.2012 | Czarni Radom   | 0:3 (23:25, 20:25, 21:25)               | AZS UAM Poznań |

### Tabela
| Lp. | Drużyna        | Pkt | Mecze | Mecze | Mecze | Rodzaj wyniku | Rodzaj wyniku | Rodzaj wyniku | Rodzaj wyniku | Rodzaj wyniku | Rodzaj wyniku | Sety | Sety | Sety  | Małe punkty | Małe punkty | Małe punkty |
| Lp. | Drużyna        | Pkt | M     | W     | P     | 3:0           | 3:1           | 3:2           | 2:3           | 1:3           | 0:3           | wyg. | prz. | stos. | zdob.       | str.        | stos.       |
| --- | -------------- | --- | ----- | ----- | ----- | ------------- | ------------- | ------------- | ------------- | ------------- | ------------- | ---- | ---- | ----- | ----------- | ----------- | ----------- |
| 1   | Czarni Radom   | 5   | 3     | 2     | 1     | 0             | 1             | 1             | 0             | 0             | 1             | 6    | 6    | 1     | 268         | 275         | 0.97        |
| 2   | Kęczanin Kęty  | 5   | 3     | 2     | 1     | 0             | 0             | 2             | 0             | 1             | 0             | 7    | 7    | 1     | 318         | 312         | 1.02        |
| 3   | AZS UAM Poznań | 4   | 3     | 1     | 2     | 1             | 0             | 0             | 2             | 0             | 0             | 7    | 6    | 1.17  | 323         | 319         | 1.01        |
| 4   | AKS Rzeszów    | 4   | 3     | 1     | 2     | 0             | 0             | 1             | 2             | 0             | 0             | 7    | 8    | 0.88  | 279         | 282         | 0.99        |

Źródło: inf. własna
Punktacja: zwycięstwo - 2 pkt; porażka - 1 pkt
Zasady ustalania kolejności: 1. liczba punktów; 2. stosunek setów; 3. stosunek małych punktów; 4. bilans w bezpośrednich meczach
     awans do I ligi